# Ротенбург (Нижняя Саксония)
Ротенбург (нем. Rotenburg) — город в Германии, районный центр, расположен в земле Нижняя Саксония.
Входит в состав района Ротенбург-на-Вюмме. Население составляет 21 821 человек (на 31 декабря 2010 года). Занимает площадь 98,81 км². Официальный код — 03 3 57 039.
Город подразделяется на 4 городских района.

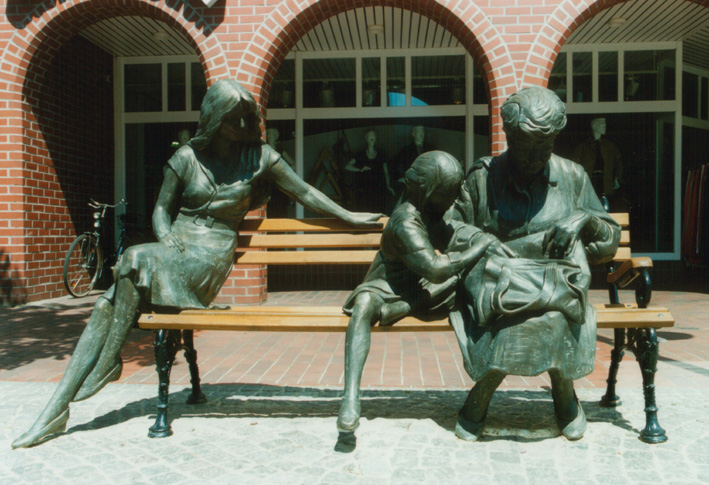
Ротенбург (Вюмме)